# Seweryn Kulesza
Seweryn Roman Kulesza (né le 23 octobre 1900 à Radom - mort le 14 mai 1983 à Los Angeles) est un commandant de cavalerie polonaise et médaillé d'argent olympique de concours complet d'équitation à Berlin.

## Biographie
Il s'engage dans l'armée polonaise le 9 décembre 1918 avant d’obtenir son baccalauréat en 1920 à Varsovie. Il participe à la guerre polono-ukrainienne puis à la guerre soviéto-polonaise au sein du 1er régiment de cavalerie. En 1923 il est transféré au 10e régiment de cavalerie. En 1929 il termine le cours de sport équestre au centre de formation de cavalerie (Centrum Wyszkolenia Kawalerii) de Grudziądz où il devient instructeur dans les années 1931-1936. En 1937 il prend le commandement d'un escadron du 7e régiment de cavalerie de Lublin.
Dans les années 1930 Seweryn Kulesza est l'un des meilleurs cavaliers polonais. Il participe aux Jeux olympiques d'été de 1936 au concours complet d'équitation auquel il est classé 21e en individuel et remporte la médaille d'argent par équipe (avec Zdzisław Kawecki et Henryk Leliwa-Roycewicz).
Il est également champion de Pologne au concours complet d'équitation en 1936 et 1937, ainsi qu'au dressage en 1937. 
Il prend part à la campagne de Pologne à la tête de 1er escadron du 7e régiment de cavalerie de Lublin. Capturé par les Allemands il est détenu à l'Oflag VII-A Murnau. Après la libération en 1945 il décide de rester à l'Ouest. Il devient entraîneur de sport hippique (il dirige l'équipe nationale de Belgique et d'Irlande).
Seweryn Kulesza s'éteint le 14 mai 1983 à Los Angeles.

## Promotions militaires
| aspirant        | 1920 |
| sous-lieutenant | 1921 |
| lieutenant      | 1923 |
| rotmistrz       | 1933 |
| commandant      | ?    |

## Décorations
- Croix d'argent de l'ordre militaire de Virtuti Militari